# Musée militaire de la Révolution du peuple chinois
 (novembre 2017).
Si vous disposez d'ouvrages ou d'articles de référence ou si vous connaissez des sites web de qualité traitant du thème abordé ici, merci de compléter l'article en donnant les références utiles à sa vérifiabilité et en les liant à la section « Notes et références ».
Le musée militaire de Pékin (ou musée militaire de la Révolution du peuple chinois, en chinois (chinois : 中国人民革命军事博物馆; pinyin: Zhōngguó rénmín gémìng jūnshì bówùguǎn) est l'un des « dix grands bâtiments ». 
Il est situé dans le quartier Haidian à Pékin, et a été construit à l'occasion du 10e anniversaire de la fondation de la république populaire de Chine en 1958. Il expose du matériel militaire historique, des chars, des canons, des missiles, des avions et même un petit bateau. Il dispose également de photographies historiques qui ont un grand intérêt, couvrant 100 ans de l'histoire miliaire de la Chine. 
Sa construction a commencé en octobre 1958 et s'est achevé en 1960. 

## Matériels exposés

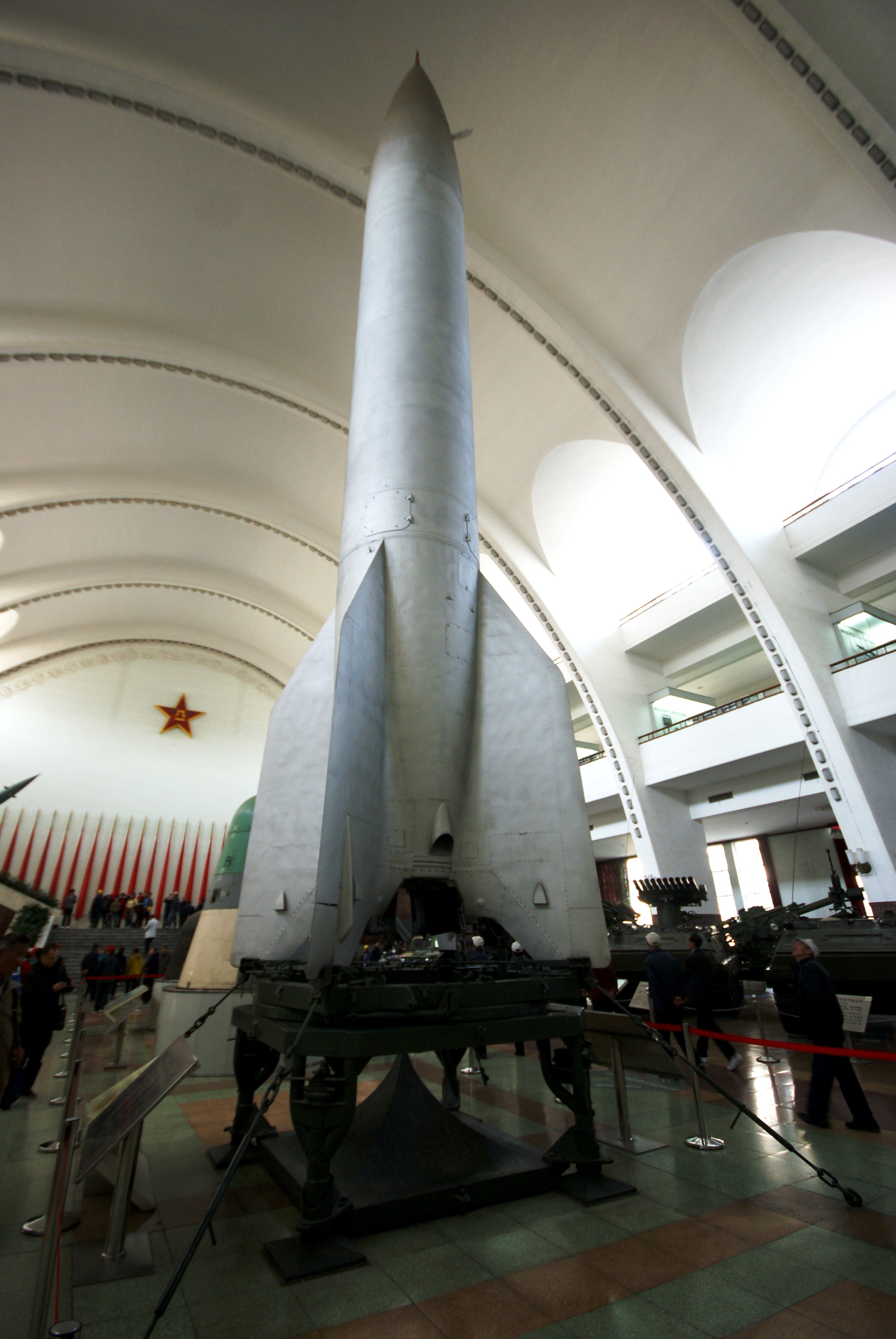
Fusée chinoise Dongfeng 1.

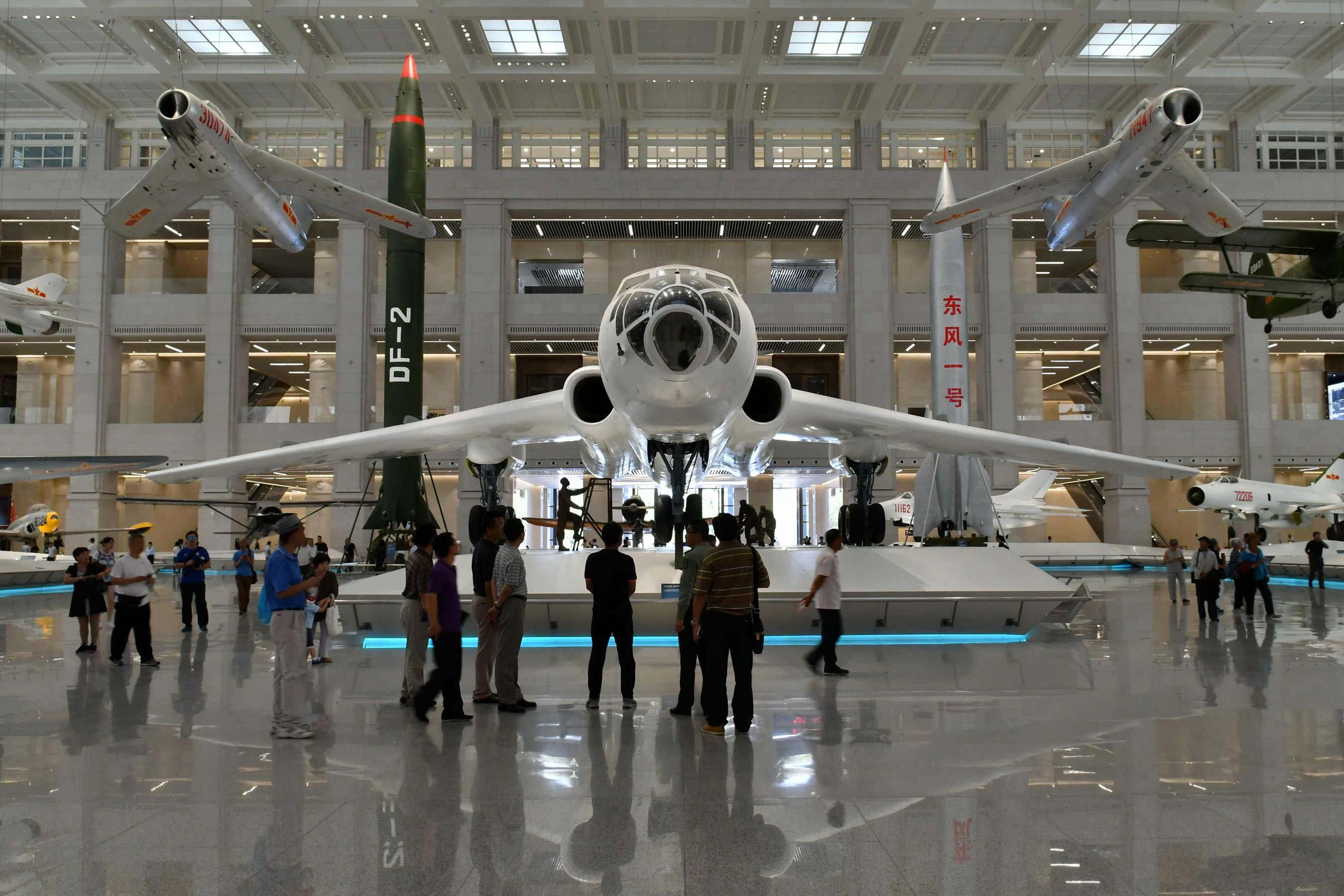
Salle de l'aviation.

Des armes étrangères sont également exposées, des chars soviétiques reçus au cours des années 1950 et 1960, des armes américaines confisquées au Kuomintang pendant la guerre civile chinoise, des armes des forces de l'ONU pendant la guerre de Corée, et des armes japonaises capturées au cours de la guerre sino-japonaise. La salle d'armes a une variété de reliques provenant du programme spatial chinois allant des satellites à la capsule orbitale à deux sièges